# Поссенхофен (замок)
Замок Поссенхофен (нем. Schloss Possenhofen) — замковый комплекс и бывший дворец, расположенный в Пёккинге на западном берегу озера Штарнбергер-Зе в Баварии, Германия. Он наиболее известен как летняя резиденция австрийской императрицы Елизаветы.

## История
Замок Поссенхофен был построен в 1536 году Якобом Розенбушем. Он был разрушен во время Тридцатилетней войны, а затем восстановлен. Дворец прошел через разных владельцев, прежде чем был куплен в 1834 году герцогом Баварским Максимилианом, отцом герцогини Елизаветы Баварской, впоследствии императрицы Австрии. Поссенхофен использовался как летняя резиденция семьи, а зимы они проводили в Герцог-Макс-Пале в Мюнхене.
Замок служил резиденцией герцогов Баварии, младшей ветви Виттельсбахов, пока не пришёл в запустение после 1920 года. Герцог Луитпольд Эмануэль Баварский продал Поссенхофен, а также замок Бидерштайн в Мюнхене-Швабинге, чтобы построить свой поздний романтический замок Рингберг. Впоследствии Поссенхофен выполнял различные функции: детский дом, больница и даже мастерская по ремонту мотоциклов, пока в 1980-х годах его не отреставрировали и не превратили в кондоминиум. Он не открыт для публики.